# Arbeitsgemeinschaft für Krebsbekämpfung

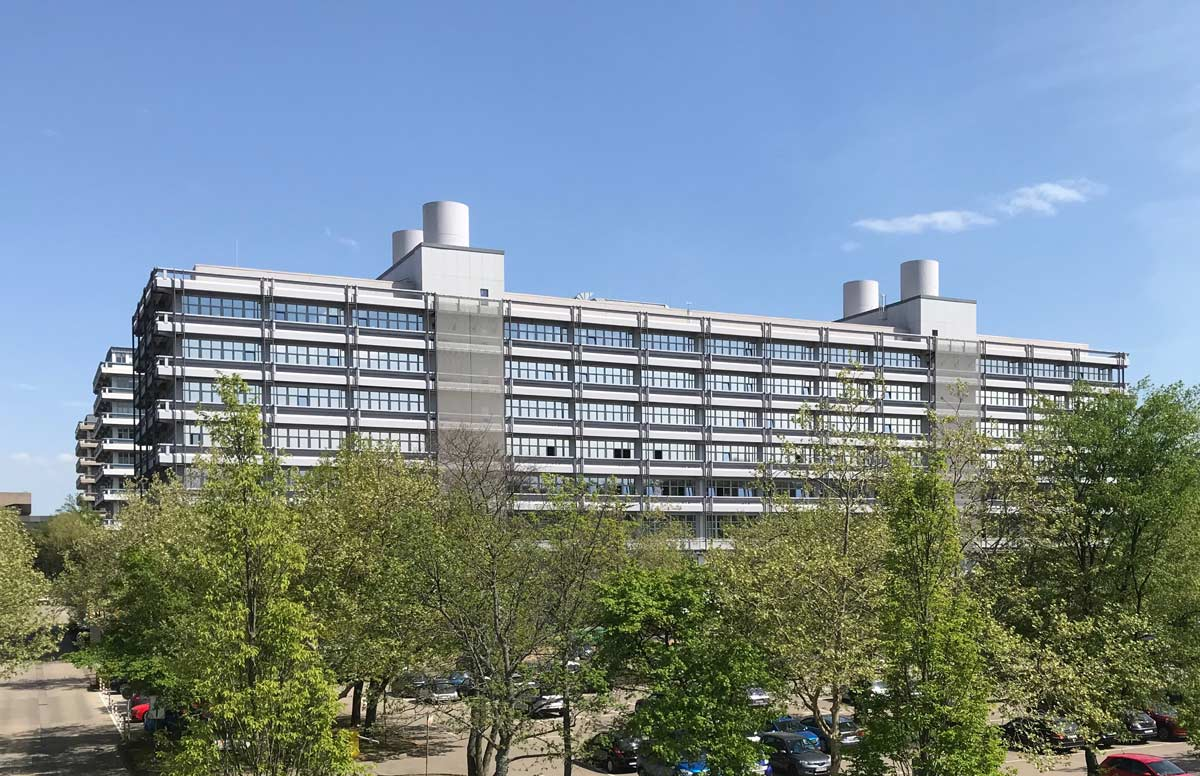
Geschäftsstelle der ARGE Krebs an der Universitätsstr. 140 in Bochum

Die Arbeitsgemeinschaft für Krebsbekämpfung (ARGE Krebs) organisiert im Auftrag der Träger der gesetzlichen Renten- und Krankenversicherung die medizinische Rehabilitation der Versicherten mit Wohnsitz in Nordrhein-Westfalen nach einer Krebserkrankung. Gegründet wurde die ARGE Krebs am 5. April 1956, um die Situation der an Krebs erkrankten Sozialversicherten zu verbessern. Sie ist eine Arbeitsgemeinschaft gemäß § 94 Zehntes Buch Sozialgesetzbuch (SGB X) in Form eines nichtrechtsfähigen Vereins (§ 54 BGB) und bundesweit die einzige Einrichtung dieser Art.

## Aufgaben und Dienstleistungen
Nach den Vorgaben der Sozialgesetze und der  Satzung fördert die ARGE Krebs die Krebsbekämpfung und konzentriert sich dabei auf die Nachsorge. Ziel ist es, Berufstätigen die Rückkehr an den Arbeitsplatz zu ermöglichen und bei älteren Menschen eine dauerhafte Pflegebedürftigkeit zu vermeiden. Krebskranke Menschen sollen in die Lage versetzt werden, die Herausforderungen im Alltag zu meistern, möglichen Spätfolgen der Erkrankung vorzubeugen und so mehr Lebensqualität zu gewinnen. Die ARGE Krebs arbeitet mit Organisationen gleicher Zielsetzung zusammen, kann Forschung auf dem Gebiet der Krebsnachsorge unterstützen sowie rehabilitationsbezogene Projekte von Krebsselbsthilfe-Organisationen bezuschussen.

### Reha-Leistungen gewähren

#### Onkologische Rehabilitation
Die ARGE Krebs entscheidet im Antragsverfahren über Art, Dauer, Umfang, Beginn und Durchführung einer onkologischen Rehabilitation. Diese findet stationär oder ganztägig ambulant in geeigneten Reha-Einrichtungen statt und dauert in der Regel drei Wochen. Alle Kliniken bieten Therapien wie Physiotherapie, Sportkurse, psychoonkologische Betreuung und Sozialberatung an, die je nach individueller Situation zum Einsatz kommen. Daneben gibt es bei speziellen krankheits- oder behandlungsbedingten Beeinträchtigungen auch Therapien wie Lymphtherapie, Ergotherapie, Logopädie und vieles mehr.
Eine onkologische Rehabilitation wird in der Regel bis zum Ablauf eines Jahres nach Ende der Primärbehandlung  (Operation, Bestrahlung, Chemotherapie) bewilligt. Bei erheblichen Funktionsstörungen infolge der Krebserkrankung selbst oder deren Therapie sind im Einzelfall innerhalb von zwei Jahren nach der Primärbehandlung weitere Reha-Leistungen möglich.

#### Anschlussrehabilitation (AHB)
Anschlussrehabilitationen sind stationäre oder ganztägig ambulante Rehabilitationen, die unmittelbar an die Primärbehandlung anschließen: innerhalb von 14 Tagen nach Krankenhausentlassung bzw. Ende der Chemotherapie, innerhalb von vier Wochen nach einer Strahlenbehandlung, innerhalb von zehn Wochen nach Bestrahlung des Halses oder Rachens. Weitere Fristverlängerungen aus medizinischen Gründen bedürfen der vorherigen Genehmigung durch die ARGE Krebs.

### Aufklären und beraten
Als Service-Stelle ist die ARGE Krebs Ansprechpartnerin zu medizinischen, sozialen und sonstigen mit der Krebsnachsorge und -rehabilitation zusammenhängenden Themen. Versicherte, Angehörige, Sozialdienste, Praxis-Teams sowie Ärztinnen und Ärzte können sich mit ihren Fragen an die Mitarbeiterinnen und Mitarbeiter in der Geschäftsstelle wenden. Sie vermitteln auch Kontakte, zum Beispiel zu Krebsberatungsstellen.

### Forschungsprojekte fördern
Die ARGE Krebs unterstützt Einrichtungen, die zur Krebsnachsorge – insbesondere zur onkologischen Rehabilitation – forschen oder diese Gebiete fördern.

### Selbsthilfe unterstützen
Die ARGE Krebs bezuschusst rehabilitationsbezogene Projekte von Selbsthilfe-Organisationen, die sich für an Krebs erkrankte Menschen und deren Angehörige einsetzen.

## Organisation
Die ARGE Krebs ist ein Zusammenschluss der Träger aller gesetzlichen Renten- und Krankenversicherungen und deren Verbände in NRW.

### Mitglieder
Die Satzung der ARGE Krebs unterscheidet Mitglieder mit beschließender Stimme, Mitglieder mit beratender Stimme und Ehrenmitglieder. Mitglieder mit beschließender Stimme sind ausschließlich Sozialleistungsträger und deren Verbände. Mitglieder mit beratender Stimme können sonstige juristische oder natürliche Personen sein. Sie werden auf Beschluss des Vorstandes aufgenommen. Bei Ehrenmitgliedern handelt sich um Persönlichkeiten, die sich besondere Verdienste um die ARGE Krebs erworben haben. Sie werden vom Vorstand vorgeschlagen und durch die Mitgliederversammlung ernannt.

#### Mitglieder mit beschließender Stimme
- DRV Bund
- DRV Rheinland
- DRV Westfalen
- DRV Knappschaft-Bahn-See
- AOK Rheinland/Hamburg
- AOK NordWest
- BKK Landesverband NORDWEST
- IKK-classic
- Verband der Ersatzkassen e. V. – Landesvertretung Nordrhein-Westfalen
- Sozialversicherung für Landwirtschaft, Forsten und Gartenbau

### Mitgliederversammlung
Die Mitgliederversammlung ist das höchste Organ der ARGE Krebs. Sie ist besetzt mit Beauftragten der Mitglieder mit beschließender Stimme. Die Delegierten gehören in der Regel den Selbstverwaltungsorganen der entsendenden Stelle an. Den Vorsitz der Mitgliederversammlung hat der Vorstandsvorsitzende. Unter anderem beschließt die Mitgliederversammlung über die Satzung und deren Änderungen, stellt den Haushaltsplan fest und nimmt die Jahresrechnung ab. Außerdem entlastet sie den Vorstand sowie den Geschäftsführer.

## Federgeführte Reha-Einrichtungen
Grundsätzlich muss eine Reha-Einrichtung für die jeweilige onkologische Indikation geeignet sein und die Anforderungen an eine qualitätsgerechte und zielgerichtete Rehabilitation im Sinne der gesetzlichen Rentenversicherung erfüllen. Die ARGE Krebs belegt Reha-Einrichtungen mit onkologischem Schwerpunkt, mit denen sie auf vertraglicher Grundlage zusammenarbeitet. Alle  federgeführten Reha-Einrichtungen sind in ein Qualitätssicherungsprogramm eingebunden. Das schließt eine regelmäßige, umfassende Beurteilung durch die Patienten ein. Darüber hinaus existieren im Bundesgebiet weitere Einrichtungen, die onkologische Rehabilitationen durchführen können, deren Belegung unter weiteren Voraussetzungen möglich ist.